# Hasbuğa, Vize
Hasbuğa là một xã thuộc huyện Vize, tỉnh Kırklareli, Thổ Nhĩ Kỳ. Dân số thời điểm năm 2011 là 661 người.